# Brando Giordani
Brando Giordani (eigentlich Ildenbrando Giordani; * 13. Juli 1931 in Rom; † 25. September 2012 ebenda) war ein italienischer Fernsehregisseur.
Giordani entwickelte in seiner Laufbahn zahlreiche Fernsehformate wie „Variety“, „Colosseum“, „Italia sera“ oder „Pronto, Raffaella?“ und war für hunderte von Sendungen als Regisseur verantwortlich. Begonnen hatte er als Mitarbeiter der Sportredaktion; 1994 wurde er zum Leiter von Rai 1 ernannt, welches Amt er bis zu seiner Pensionierung im Juli 1996 ausübte.
Bei zwei Gelegenheiten war er im Langfilmbereich tätig; 1962 als Ko-Regisseur des Mondo-Films Italia proibita, der den Interfilm-Preis der Filmfestspiele von Mannheim-Heidelberg erhielt, und zwölf Jahre später beim Montagefilm Supertotò, der Szenen aus Filmen des neapolitanischen Komikers Totò zusammenstellte. In den 1970er Jahren war er zudem als Drehbuchautor an der Fernsehfilmreihe Alle origine della mafia beteiligt.
Er starb im September 2012 nach kurzer schwerer Krankheit im Alter von 81 Jahren.